# Канск
Канск (рус. Канск) град је у Русији у Краснојарском крају. Према попису становништва из 2010. у граду је живело 94.230 становника.

## Становништво
Према прелиминарним подацима са пописа, у граду је 2010. живело 94.230 становника, 8.770 (8,51%) мање него 2002.
| 1939.  | 1959.  | 1970.  | 1979.   | 1989.   | 2002.   | 2010.  |
| ------ | ------ | ------ | ------- | ------- | ------- | ------ |
| 41.584 | 82.662 | 94.690 | 100.558 | 109.607 | 103.000 | 94.226 |